# 11098 Гінсберг
11098 Гінсберг (11098 Ginsberg) — астероїд головного поясу, відкритий 2 квітня 1995 року.
Тіссеранів параметр щодо Юпітера — 3,357.